# Dagmar Oudshoorn
Dagmar Harriët Oudshoorn-Tinga (Breda, 31 oktober 1972) is sinds 1 januari  2020 directeur van Amnesty International Nederland. Daarvoor was ze van 2018 tot 2020 werkzaam als Hoofd Operatiën bij de Nationale Politie, Eenheid Amsterdam. Van 2010 tot 2018 was ze burgemeester van Uithoorn. Eerder was Oudshoorn bestuurder en voorzitter van de Rotterdamse deelraad Feijenoord. Ze was lid van de Partij van de Arbeid en is sinds april 2013 partijloos.

## Jeugd en studie
Oudshoorn heeft een Surinaamse vader maar is opgevoed door haar Nederlandse moeder. In Goes groeide ze op als enig kind in een eenoudergezin. Na een jaar geneeskunde te hebben gestudeerd in Antwerpen studeerde Oudshoorn van 1994 tot 1998 orthopedagogiek aan de Katholieke Universiteit Nijmegen met als afstudeerrichting opvoedings- en gedragsproblemen.

## Loopbaan
Meteen na haar studie ging ze werken bij een rijksinrichting voor gedragsgestoorde jongeren. Naast haar werk als raadsonderzoeker strafzaken bij de Raad voor de Kinderbescherming in Rotterdam volgde ze een interne opleiding 'jeugdbescherming'. Vanaf 2000 werkte Oudshoorn als selectiefunctionaris jeugd bij de Dienst Justitiële Inrichtingen in Den Haag. In 2002 ging ze daar parttime werken omdat ze in dat jaar deelraads-wethouder van de Rotterdamse deelgemeente Feijenoord was geworden wat in 2004 een fulltime functie werd. Vanaf mei 2006 was ze daar deelgemeentevoorzitter en daarnaast was Oudshoorn sinds mei 2009 voorzitter van de Verenigde Rotterdamse Deelgemeenten.

### Burgemeester van Uithoorn
Van mei 2010 tot maart 2018 was Oudshoorn burgemeester van Uithoorn. Tevens was zij van mei 2010 tot eind 2012 de jongste vrouwelijke burgemeester van Nederland waarna Willemijn van Hees als burgemeester van Geertruidenberg de jongste was.
In verband met adoptieverlof was zij tijdelijk met bijzonder verlof van 21 september 2015 tot januari 2016.
Tijdens dat verlof was Cornelis Mooij in Uithoorn benoemd tot waarnemend burgemeester.

### Politie Amsterdam
Begin 2018 werd bekend dat ze per 1 maart van dat jaar haar burgemeesterscarrière ging beëindigen om Hanneke Ekelmans op te volgen als hoofd Operatiën van de Amsterdamse politie. Sinds deze datum is Pieter Heiliegers, sinds 2013 burgemeester van Haarlemmerliede en Spaarnwoude, tevens waarnemend burgemeester van Uithoorn.

### Amnesty International
Met ingang van 1 januari 2020 is Oudshoorn benoemd tot directeur van Amnesty International, afdeling Nederland waarmee ze de opvolgster wordt van Eduard Nazarski.

### Adviescollege dialooggroep slavernijverleden
Op 14 januari 2021 werd Oudshoorn door de ministerraad op voorstel van de minister van Binnenlandse Zaken en Koninkrijksrelaties benoemd tot voorzitter van het adviescollege dialooggroep slavernijverleden, als opvolger van Frits Goedgedrag.

## Lidmaatschap PvdA
Op 5 april 2013 gaf Oudshoorn aan dat zij haar lidmaatschap van de PvdA heeft opgezegd, uit onvrede over het beleid van de partij ten aanzien van "uitwassen van de allochtone achterban". Ze bleef partijloos burgemeester..

## Trivia
In 2016 deed Oudshoorn mee aan het televisieprogramma Heel Holland Bakt. Tijdens het programma liet Oudshoorn weten dat bakken al van jongs af aan haar grote passie is. "Als ik jarig ben, dan bak ik voor de hele organisatie. Dat is een beetje traditie, daar heb ik wel een beetje spijt van. Maar het is een goede traditie."